# Rondo 1
Rondo 1 je kancelářský mrakodrap v polské Varšavě. Má 40 podlaží a výšku 159 metrů (s anténou 192) a je tak 3. nejvyšší budovou v Polsku. Jeho výstavba probíhala v letech 2003–2006 podle projektu společnosti Skidmore, Owings & Merrill. Budova disponuje prostory o celkové výměře 82 694 m2, které obsluhuje 30 výtahů.